# Frisch Ármin
Frisch Ármin (Migléc, 1866. január 13. – Budapest, 1948. április 13.) magyarországi zsidó tanár, rabbi, irodalomtörténész.

## Élete
Frisch Ignác és Weisz Janka fia. Az Abaúj-Torna vármegye területén fekvő Miglécen született. 1884 és 1894 között a budapesti Rabbiképző Intézet növendéke volt. 1893-ban bölcsészdoktorrá avatták a fővárosban, 1895-ben pedig rabbi lett. Emellett középiskolai tanári oklevelet szerzett a görög- és latin nyelvből. 1898-tól a Pesti Izraelita Hitközség vallástanára, majd 1920-tól az Országos Magyar Izraelita Közművelődési Egyesület kultúrtanácsosa. Komoly érdemeket szerzett a Magyar zsidó okmánytár szerkesztése által, illetve tankönyvíró munkásságával. Az ő nevéhez fűződik a Közművelődési Egyesület tanoncotthonának és művészképzőjének megszervezése. 1948-ban hunyt el 82 évesen.
Felesége Bloch Ilona volt.

## Művei
- Kant ethikájának elmélete, különös tekintettel az általánosságra és szükségességre, Budapest, 1893
- Szemelvények a zsoltárok könyvéből. Bevezetéssel, tárgyi és nyelvi magyarázatokkal, Budapest, 1901
- Monumenta Hungariae Judiaca, Budapest, 1903
- Szemelvények a Biblia utáni zsidó irodalomból, Pallas Irodalmi és Nyomdai Rt., Budapest, 1906 (→ reprint kiadás: Auktor Könyvkiadó, Budapest, 1993, ISBN 963-7780-24-6, 413 p)
- Vallásoktatás a középiskolában a Zsoltárok könyvéből, Budapest, 1899
- Szemelvények a prófétai könyvekből, Budapest, 1903
- A zsidók története 1492-től napjainkig, Budapest, é. n.